# Yougoulmandé
Yougoulmandé est une commune rurale située dans le département de Zorgho de la province du Ganzourgou dans la région Plateau-Central au Burkina Faso.

## Géographie
Yougoulmandé se trouve à environ 8 km au nord-ouest de Zorgho et à 2 km au nord de la route nationale 4. 

## Santé et éducation
Les centres de soins les plus proches de Yougoulmandé sont le centre de santé et de promotion sociale (CSPS) et le centre médical avec antenne chirurgicale (CMA) de Zorgho.